# 10509 Гайнріхкайзер
10509 Гайнріхкайзер (10509 Heinrichkayser) — астероїд головного поясу, відкритий 3 квітня 1989 року.
Тіссеранів параметр щодо Юпітера — 3,201.